# Надеждинская улица (Екатеринбург)
Наде́ждинская улица — улица в жилом районе (микрорайоне) «Сортировочный» Железнодорожного административного района Екатеринбурга.

## Расположение и благоустройство
Улица проходит с юго-запада на северо-восток тремя отдельными линиями. Начинается от Технической улицы и заканчивается улицей Пехотинцев. Пересекается с Таватуйской улицей и проспектом Седова.
Протяжённость улицы составляет около 1035 метров. Длина одной части улицы (от Технической до Седова) равна 275 метрам, второй (от Технической до Таватуйской) — 575, третьей (до Пехотинцев) — 185 метрам. На протяжении улицы имеется два светофора на месте пересечения с другими улицами. Улица оборудована тротуарами и уличным освещением.

## Архитектура
На улице располагаются жилые здания от 2 до 16 этажей в высоту.
- Виды улицы Надеждинская
- Жилые дома по улице Надеждинская. Зима 2017 года.
- Дом по адресу Надеждинская, 12а

## Примечательные здания и сооружения
- № 12 а, б,в — Корпуса общежития.
- № 24 — «Автоматика», техникум.

## Транспорт

### Наземный общественный транспорт
По улице не курсирует наземный транспорт. На пересечении с Технической улицей находится трамвайная (№ 7, 10, 13, 24), автобусная (№ 6, 13) остановки, а также остановка маршрутного такси (№ 06, 08, 014, 021, 024, 035, 082, 083). На пересечении с проспектом Седова находится остановка маршрутного такси № 021 «Оздоровительный комплекс „Дельфин“». На пересечении с Таватуйской улицей располагается остановка автобуса № 43 и маршрутного такси № 21.

### Ближайшие станции метро
Действующих станций Екатеринбургского метрополитена не имеется, линий метро к улице проводить не запланировано.